# Sømods Bolcher
Sømods Bolcher er en dansk familievirksomhed, der fremstiller bolcher, som blev startet tilbage i 1891. Virksomheden har altid været bosat i Nørregade i København. Sømods Bolcher blev grundlagt af Hr. Hansen, men i 1920 overtog familien Sømod forretningen, og sidenhen har den heddet Sømods Bolcher og gået i arv fra generation til generation.
I 1991 blev virksomheden udnævnt til kongelig hofleverandør. Samme år som virksomheden fyldte 100 år.

## Historie
Virksomheden startede tilbage i 1891, hvor grundlæggeren Hr. Hansen startede bolchekogeriet på anden sal i Nørregade 49. Hr. Hansen fik ingen drengebørn, som kunne overtage hans bolchekogeri. Derfor blev virksomheden i 1920 overdraget til en søn af hans daværende barndomsven, Martin Søemod.
Martin Søemod havde tre sønner, hvoraf to af dem allerede var afsat i respektable foretagender. Den tredje og sidste søn Theodor Søemod fik derfor skænket bolchekogeriet, og her fik det navnet Sømods Bolcher.
I 1932 flyttede virksomheden til Nørregade 36 i baghuset, hvor den også har hjemsted i dag.

## Kongelig hofleverandør
Siden 1991 har Sømods Bolcher været Kongelig Hofleverandør. Udnævnelsen skete samme år som virksomhedens 100 års jubilæum.
Sømods Bolcher leverer stadig bolcher til Det Danske Kongehus.
Virksomheden har special designet bolche glas som kun bruges ved levering til hoffet og ved officielle statsbesøg.
Dronning Margrethe 2. har været medbestemmende til det udvalg af bolcher samt udseende af glassene. Ved denne anledning fik Sømods Bolcher specialdesignede mærker til de kongelige glas, som blev godkendt af dronningen.